# ORP Ślązak (L26)
Pour les autres navires du même nom, voir ORP Ślązak.
Le ORP Ślązak (pennant number L26) est un destroyer d'escorte de classe Hunt de type II construit initialement pour la Royal Navy sous le nom de HMS Bedale, mais mis en service en 1942 par la marine polonaise, pendant la Seconde Guerre mondiale.

## Construction
Le Ślązak est commandé le 20 décembre 1939 dans le cadre du programme d'urgence de la guerre de 1939 pour le chantier naval de Hawthorn Leslie and Company de Hebburn-on-Tyne en Angleterre sous le numéro 3560. La pose de la quille est effectuée le 25 mai 1940, le Ślązakest lancé le 23 juillet 1941 et mis en service le 17 avril 1942.
Du fait qu'il ne navigue pas sous pavillon de la Royal Navy, il n'est parrainé au cours de la Warship Week (semaine des navires de guerre) en mars 1942.
Les navires de classe Hunt sont censés répondre au besoin de la Royal Navy d'avoir un grand nombre de petits navires de type destroyer capables à la fois d'escorter des convois et d'opérer avec la flotte. Les Huntde type II se distinguent des navires précédents type I par une largeur (Maître-bau) accru afin d'améliorer la stabilité et de transporter l'armement initialement prévu pour ces navires.
Le Hunt type II mesure 80,54 m de longueur entre perpendiculaires et 85,34 m de longueur hors-tout. Le Maître-bau du navire mesure 9,60 m et le tirant d'eau est de 3,51 m. Le déplacement est de 1070 t standard et de 1510 t à pleine charge.
Deux chaudières Admiralty produisant de la vapeur à 2100 kPa et à 327 °C alimentent des turbines à vapeur à engrenages simples Parsons qui entraînent deux arbres d'hélices, générant 19 000 chevaux (14 000 kW) à 380 tr/min. Cela donné une vitesse de 27 nœuds (50 km/h) au navire. 281 t de carburant sont transportés, ce qui donne un rayon d'action nominale de 2 560 milles marins (4 740 km) (bien qu'en service, son rayon d'action tombe à 1 550 milles marins (2 870 km)).
L'armement principal du navire est de six canons de 4 pouces QF Mk XVI (102 mm) à double usage (anti-navire et anti-aérien) sur trois supports doubles, avec un support avant et deux arrière. Un armement antiaérien rapproché supplémentaire est fourni par une monture avec des canons quadruple de 2 livres "pom-pom" MK.VII et deux  canons Oerlikon de 20 mm Mk. III montés dans les ailes du pont. Les montures jumelles motorisées d'Oerlikon sont remplacées par des Oerlikons simples au cours de la guerre. Jusqu'à 110 charges de profondeur pouvaient être transportées, Le navire avait un effectif de 168 officiers et hommes,.

## Histoire

### Seconde guerre mondiale
Le HMS Bedale est lancé le 23 juillet 1941, mais il est transféré au gouvernement polonais en exil le 17 avril 1942 et mis en service comme ORP Ślązak (L26) avant d'être achevé le 9 mai 1942.

#### En tant que ORP Ślązak
Il a participé à 32 patrouilles et escorté 104 convois.
Le Ślązak est un des huit navires de la classe Hunt qui a pris part au raid sur Dieppe. À Dieppe, il a sauvé 85 soldats du Royal Regiment of Canada, piégés sur la plage après leur débarquement.
Pendant l'invasion de la Normandie, il soutient le débarquement à Sword. Il est le destroyer leader de la flottille des dragueurs de mines ce matin-là, ce qui est symbolique car l'invasion de la Pologne par les forces allemandes avait déclenché le conflit. En tant qu'escorte de convoi, son équipage a abattu cinq avions ennemis (et trois autres non confirmé).

### Après guerre
Après la guerre, il est déclassé en 1946 et transféré à la Royal Navy et redevient le HMS Bedale le 28 septembre 1946.

#### En tant que INS Godavari
Pour les autres navires du même nom, voir INS Godavari.

Le HMS Bedale est loué à la marine indienne en 1952. Il subit un réaménagement par le chantier naval Cammell Laird à Birkenhead, et est mis en service comme INS Godavari le 27 avril 1953.
En avril 1959, le bail est converti en vente. Avec l'INS Gomati et l'INS Ganga, il fait partie du 22e escadron de destroyers.
Il sert de navire-école jusqu'au 23 mars 1976, date à laquelle il s'échoue aux Maldives et subit des dommages irréparables. L'INS Godavari est finalement démoli en 1979.

### Commandement
- Komandor Podporucznik (Kmdr ppor.) Romuald Nalecz-Tyminski (ORP) du 30 avril 1942 au 27 octobre 1942
- Komandor Podporucznik (Kmdr ppor.) Bohdan Wronski (ORP) du 27 octobre 1942 au 18 avril 1943
- Komandor Podporucznik (Kmdr ppor.) Romuald Nalecz-Tyminski (ORP) du 18 avril 1943 au 13 septembre 1944
- Komandor Podporucznik (Kmdr ppor.) Bohdan Wronski (ORP) du 13 septembre 1944 au 17 avril 1945
- Kapitan Marynarki (Kpt. mar.) Waclaw Fara (ORP) du 17 avril 1945 au 28 septembre 1946